# Functional Art

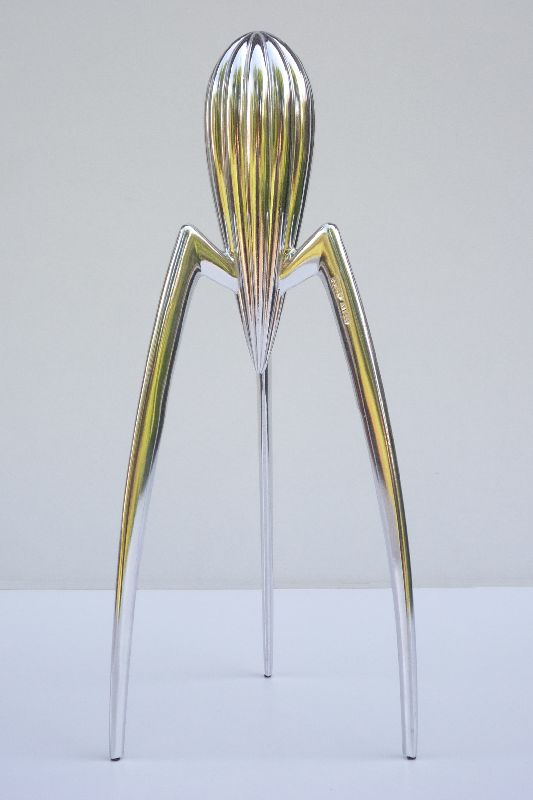
Philippe Starck, Zitronenpresse Juicy Salif, Alessi (1990)

Functional Art bezeichnet einen Bereich der bildenden Kunst, in der Objekte, die als Gebrauchsgegenstände des Lebensalltags dienen, gleichzeitig den Anspruch haben, als Kunstwerke gewertet zu werden.
Als ein Functional-Art-Kunstwerk gilt ein Objekt, das primär vom Gebrauchscharakter aus gestaltet und kreiert wird und das gleichzeitig einen eigenen ästhetischen bzw. künstlerischen Aspekt hat.
Künstlerische Ästhetik wird mit einer praktischen Nutzbarkeit verbunden. Angestrebt wird die Verschmelzung von Kunst und Alltagsleben: Durch die Verknüpfung mit der Funktionalität soll das Kunstwerk unmittelbar erlebbar werden und sich in das alltägliche Dasein einfügen.

## Functional Art im Museum
Als eins der ersten großen Museen hat das New Yorker Museum of Modern Art die Bedeutung von „Functional Art“ demonstriert, indem es im Jahr 1932 eine eigene Abteilung für Architektur und Design-Objekte, die im Laufe des 20. Jahrhunderts entstanden sind, eingerichtet hat. Die Sammlung umfasst eine breite Palette von Objekten, denen die Funktion als Gegenstände des alltäglichen Gebrauchs gemein ist. Dazu zählen: Haushaltsgegenstände, wie Geschirr und Möbel, technische Geräte vom Radio, der Musicbox und dem Plattenspieler bis zu Rennautos und Hubschraubern. Diese Sammlung wird unter wechselnden Aspekten in Sonderausstellungen präsentiert.